# Niphogeton azorelloides
Niphogeton azorelloides är en flockblommig växtart som beskrevs av Mildred Esther Mathias och Lincoln Constance. Niphogeton azorelloides ingår i släktet Niphogeton och familjen flockblommiga växter. Inga underarter finns listade i Catalogue of Life.